# کنتو اومکی
کنتو اومکی (انگلیسی: Kento Umeki؛ زادهٔ ۲۰ نوامبر ۱۹۹۹) بازیکن فوتبال اهل ژاپن است.
از باشگاه‌هایی که در آن بازی کرده‌است می‌توان به باشگاه فوتبال سرزو اوساکا اشاره کرد.